# Quéant
Quéant è un comune francese di 643 abitanti situato nel dipartimento del Passo di Calais nella regione dell'Alta Francia.

## Storia

### Simboli
Il comune ha ripreso lo stemma della famiglia Despretz de Quéant.

### Onorificenze
- Croix de guerre 1914-1918

## Società

### Evoluzione demografica
Abitanti censiti